# 21 meses, 1 semana y 2 días
21 meses, 1 semana y 2 días es una segunda edición especial del disco ¿Qué pides tú? (2001) del cantante español Álex Ubago, Fue lanzado al mercado el 21 de julio de 2003 y en formato de CD Libro, dos años más tarde que el disco en edición sencilla, y un año más tarde que la primera edición especial con DVD. Esta versión incluye un segundo CD con 5 temas extras y 6 videoclips.

## Lista de canciones
CD 1 (Disco original ¿Qué pides tú? )
1. "¿Qué pides tú?"
2. "A gritos de esperanza"
3. "¿Sabes?"
4. "No te rindas"
5. "Hay que ver".
6. "Sin miedo a nada" (con Amaia Montero)
7. "Ahora que no estás"
8. "Por esta ciudad"
9. "Vuelves a pensar"
10. "Dime si no es amor"

CD 2 (Disco extra)
1. "Sin miedo a nada (solista)"
2. "¿Qué pides tú? (Maqueta 2000)"
3. "Por esta ciudad (versión 2003)"
4. "Temblando (tema homenaje a Hombres G)"
5. "Sigo aquí (B.S.O. El planeta del tesoro)"

- Datos: Q4631018